# Маталебрерас
Маталебрерас (ісп. Matalebreras) — муніципалітет в Іспанії, у складі автономної спільноти Кастилія-і-Леон, у провінції Сорія. Населення — 99 осіб (2010).
Муніципалітет розташований на відстані близько 210 км на північний схід від Мадрида, 35 км на схід від Сорії.
На території муніципалітету розташовані такі населені пункти: (дані про населення за 2010 рік)
- Маталебрерас: 92 особи
- Монтенегро-де-Агреда: 7 осіб

## Демографія
Динаміка населення (INE ):

## Галерея зображень

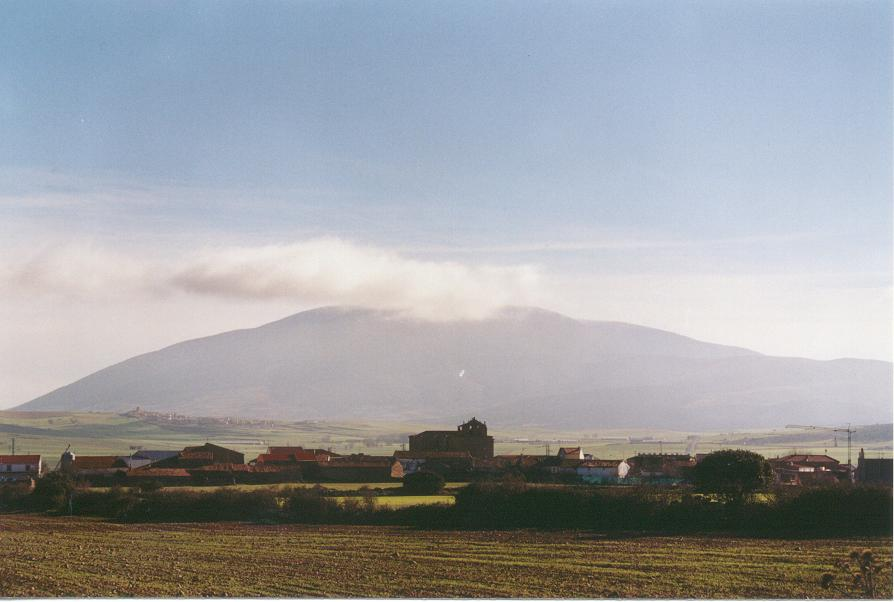
Маталебрерас
Розташування муніципалітету Маталебрерас
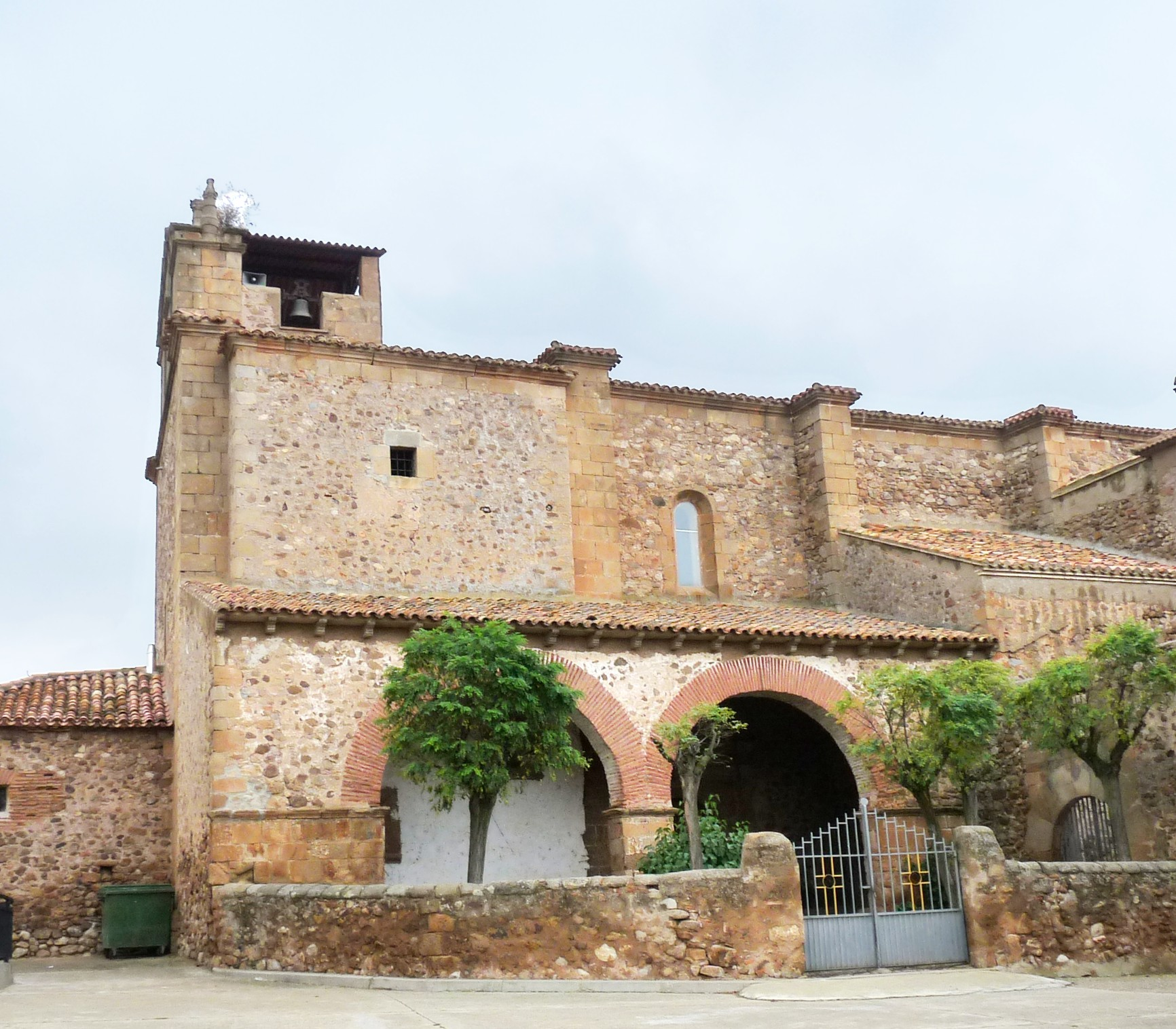
Парафіяльна церква Сан-Педро-Апостол